# Переходный возраст (сериал, 2025)
«Перехо́дный во́зраст» (англ. Adolescence) — британский мини-сериал производства Netflix, вышедший в 2025 году. Создатели сериала Джек Торн, Филипп Барантини и Стивен Грэм, который сыграл одну из главных ролей. Сериал состоит из 4 эпизодов, каждый из которых снят одним непрерывным дублем. Премьера состоялась 13 марта 2025.

## Сюжет
В одном из английских городков полиция врывается в дом семьи Миллер и арестовывает 13-летнего Джейми Миллера по подозрению в убийстве его одноклассницы Кэти Леонард. Джейми допрашивают в полицейском участке, а затем отправляют в психиатрическую клинику для несовершеннолетних. Расследование в школе Джейми и беседы с детским психологом выявляют, что мальчик находился в глубоком эмоциональном кризисе из-за травли в социальных сетях, связанной с субкультурой инцелов.

## Производство
Так как каждый из эпизодов снят одним дублем, то и все локации находятся недалеко друг от друга. Основным местом съемок стал район Сити-оф-Уэйкфилд. Также множество съемок проходили в Production Park, студийном комплексе недалеко от Уэйкфилда. Второй эпизод и сцены школы снимали в Минсторпском Общественном колледже в том же городе.
Создание каждой серии занимало три недели: первые две отводились на репетиции актёров и техническое продумывание, третья неделя отводилась уже на сами съёмки: в день снималось по два дубля (один в первой половине дня, второй — во второй). Для первой серии был использован 2-й дубль, для второй — 13-й, для третьей — 12-й, для четвёртой — 16-й. Серии снимались не в хронологическом порядке: третья серия была снята до того, как была снята первая.

## В ролях
- Стивен Грэм — Эдди Миллер
- Оуэн Купер — Джейми Миллер
- Эшли Уолтерс — детектив-инспектор Люк Баскомб
- Эрин Доэрти — Брайони Аристон
- Фэй Марсей — сержант Миша Фрэнк
- Кристин Тремарко — Манда Миллер
- Марк Стэнли — Пол Барлоу
- Кейн Дэвис — Райан Ковальски
- Джо Хартли[англ.] — миссис Феньюмор
- Амели Пиз — Лиза Миллер
- Фатима Боджанг — Джейд
- Остин Хейнс — Фредо
- Лил Чарва — Морей
- Элоди Грейс Уокер — Джорджи

## Список серий
| № | Название                      | Режиссёр         | Автор сценария          | Дата премьеры |
| --- | ----------------------------- | ---------------- | ----------------------- | ------------- |
| 1 | «Первая серия» «Episode 1»    | Филипп Барантини | Джек Торн и Стивен Грэм | 13 марта 2025 |
| Детектив Люк Баскомб и сержант Миша Фрэнк возглавляют полицейский рейд в доме семьи Миллеров: отца Эдди, матери Манды, их дочери Лизы и 13-летнего сына Джейми. Они арестовывают Джейми по подозрению в убийстве и доставляют в близлежащий полицейский участок. Рыдающий Джейми заявляет о своей невиновности, пока его оформляют и отводят в камеру для задержанных, а его семья прибывает в участок. Эдди соглашается быть доверенным представителем Джейми и находиться с ним во время обыска и допроса. Баскомб конфликтует с Полом Барлоу, адвокатом, назначенным представлять интересы Джейми. Эдди наблюдает за тем, как Джейми обыскивают с раздеванием. Баскомб и Фрэнк допрашивают Джейми, и вскоре речь заходит о его сексуальных отношениях. Выясняется, что Джейми сделал несколько откровенных комментариев о женщинах-моделях в социальных сетях. Джейми допрашивают о Кэти Леонард, девочке-однокласснице, которая была убита. Барлоу предлагает сделать перерыв, но Эдди настаивает, что его сыну нечего скрывать. Баскомб показывает паре записи камер видеонаблюдения, на которых видно, как Джейми зарезал Кэти на парковке предыдущим вечером. После того как Баскомб прекращает допрос, Джейми и Эдди плачут; Эдди отшатывается, когда Джейми прикасается к нему, однако затем отец и сын крепко обнимаются. |                               |                  |                         |               |
| 2 | «Вторая серия» «Episode 2»    | Филипп Барантини | Джек Торн и Стив Грэм   | 13 марта 2025 |
| Через три дня после убийства Баскомб и Фрэнк посещают среднюю школу Джейми, чтобы поговорить с одноклассниками Джейми и Кэти и найти орудие убийства. Сын Баскомба Адам также учится в этой школе. Офицеры обнаруживают, что учителя перегружены и изо всех сил пытаются справиться с недисциплинированными учениками. Новости об убийстве и причастности к нему Джейми широко обсуждаются среди учеников; подруга Кэти Джейд особенно расстроена убийством и отказывается отвечать на любые вопросы офицера. Во время учебной тревоги она нападает на друга Джейми Райана, обвиняя его в убийстве Кэти. Когда Баскомб и Фрэнк навещают Райана в медпункте, он поначалу идёт на сотрудничество, но вскоре отказывается отвечать на вопросы и уходит, когда упоминается орудие убийства. Адам подходит к отцу и объясняет, как подростки используют определенные эмодзи в социальных сетях для демонстрации своего отношения к другим людям в Интернете. Он рассказывает, что Кэти в Инстаграме обвинила Джейми в том, что он инцел, и фактически начала его травлю в интернете. Баскомб и Фрэнк обеспокоены этим открытием. Когда они пытаются снова допросить Райана, он убегает через окно, и Баскомб гонится за ним. Когда Райана ловят, он признаётся, что нож, которым Джейми бил Кэти, принадлежал ему. Райана арестовывают за пособничество. Баскомб забирает Адама после школы, чтобы впервые за долгое время пообедать вместе, в то время как Эдди посещает место убийства Кэти и оставляет на стихийном мемориале цветы в её память.               |                               |                  |                         |               |
| 3 | «Третья серия» «Episode 3»    | Филипп Барантини | Джек Торн и Стивен Грэм | 13 марта 2025 |
| Спустя семь месяцев после убийства психолог Брайони Аристон встречается с Джейми в исправительной колонии для несовершеннолетних, чтобы закончить подготовку досудебного отчёта о его психическом здоровье. Джейми недавно участвовал в жестокой драке с другим заключённым, и его заметно угнетает тот факт, что Райан, в отличие от него, проводит время до суда дома. Брайони объясняет Джейми, что её единственная цель — оценить его понимание обстоятельств, связанных с делом, а не само дело. Джейми, однако, вступает в непростую игру за превосходство, которая из-за его эмоциональной незрелости превращается в ожесточенную словесную перепалку и выводит на первый план обсуждение его предполагаемого преступления, возможных мотивов и субкультуру маносферы, лежащую в их основе. По просьбе Брайони он воспроизводит полную хронологию событий: после того как другой одноклассник распространил по школе фото Кэти топлес, Джейми пригласил Кэти на свидание, решив, что она «уязвимая» и поэтому, скорее всего, согласится; она же дала ему отпор и вскоре после этого написала о нём уничижительный комментарий в Инстаграме. На протяжении всей беседы настроение Джейми колеблется между дружелюбием, паранойей, агрессией и угрозой. После нескольких вспышек ярости у подростка Брайони объявляет Джейми, что это их последняя встреча. Когда Джейми выводят из комнаты, он спрашивает, нравится ли он Брайони, но она отказывается отвечать, чем ещё больше злит Джейми. Брайони с трудом приходит в себя и беззвучно всхлипывает. |                               |                  |                         |               |
| 4 | «Четвёртая серия» «Episode 4» | Филипп Барантини | Джек Торн и Стивен Грэм | 13 марта 2025 |
| Тринадцать месяцев спустя после убийства семья Миллеров пытается вернуться к нормальной жизни, пока Джейми ожидает суда. В день 50-летия Эдди его фургон разрисовывают баллончиками подростки. Эдди планирует поднять настроение, сводив Манду и Лизу в кино позже в тот же день, но сначала они отправляются в хозяйственный магазин, чтобы удалить краску с фургона. Там Эдди ещё больше расстраивается, когда молодой сотрудник узнаёт его и неловко выражает поддержку Джейми. Эдди покупает краску, чтобы перекрасить фургон. На улице он замечает подростков, которые разрисовали фургон, и в гневе угрожает им, после чего в ярости швыряет банку с краской на свой фургон. По дороге домой Джейми звонит и сообщает, что планирует признать себя виновным. Дома Эдди и Манда смиряются с предстоящим судом над Джейми, виня себя за то, что не уделяли достаточного внимания его радикализации в интернете. Эдди заходит в пустую комнату Джейми и громко рыдает, сожалея, что не смог быть лучшим отцом для своего сына. |                               |                  |                         |               |

## Реакция
Шоу стало одним из самых популярных в онлайн-кинотеатре уже через 3 недели с релиза, преодолев показатель в 96,7 млн просмотров. Сериал вошёл в топ-10 самых популярных англоязычных сериалов Netflix, выбив с десятки второй сезон «Бриджертонов»  и сместив на последнее место списка третий сезон «Очень странных дел». Драма оказалась в еженедельном списке «Топ-10» стримингового сервиса в 93 странах.
В Великобритании сериал обсуждался на заседании Парламента как аргумент для введения в школах обязательных воспитательных уроков о вреде мизогинии и правильной работе с негативными эмоциями.
На момент марта 2025 года рейтинг сериала на сайте Rotten Tomatoеs составлял 98%, оценка на IMDB — 8,4.
Многие также обсуждали участие в сериале Брэда Питта, который указан в титрах как исполнительный продюсер. Режиссер Филипп Барантини пояснил, что Питт был скорее очень вовлеченным консультантом, который был на связи с группой по телефону и видеосвязи. 